# Termas de Faustina
Las Termas de Faustina fueron unas antiguas termas romanas de Mileto en Asia Menor, actual Turquía. Sus ruinas se han conservado relativamente bien.

## Historia
Fueron construidas en época romana a mediados del siglo II d. C. Estaban dedicadas a la emperatriz Faustina, esposa del emperador Marco Aurelio.La propia Faustina visitó Mileto en 164 y financió la construcción de las termas. Marco Aurelio también visitó Asia Menor ese mismo año, pero aparentemente no la propia Mileto.
Es de suponer que el edificio fue renovado en el siglo III.Hoy en día, es la ruina más grande y mejor conservada de la zona arqueológica de Mileto y, junto con el Teatro, uno de los sitios más destacados de la zona.

## Descripción
Estaban ubicadas cerca del barrio del teatro, al sur del Teatro y al noreste del Estadio. El edificio no siguió el plano de la ciudad, sino más bien la forma de la costa. En la parte occidental había una palestra conectada al Estadio, cuyo tamaño era de aproximadamente 62 × 64 m. Estaban rodeadas por una columnata de un solo piso.
En el edificio actual, en la parte oriental del complejo, había un apoditerio de estilo de basílica de aproximadamente 80 m de largo, es decir, sala de reuniones y vestuario, en el lado del palestra. Tenía 13 pequeñas cámaras a cada lado. En el lado norte de la sala se encontraba la llamada Sala de las Musas, que estaba dedicada al culto del emperador, y en el lado sur se encontraba el tepidarium. Al este de éstos había primero tres frigidarium, luego dos caldarium, la mayor de las cuales era la sala central de las termas y medía aproximadamente 27,3 × 14,9 m; y dos sudatorium. Las salas de calefacción se ubicaron alrededor de los caldarium.
En las ruinas  se han encontrado varias esculturas. Entre los más famosos se encuentra el grupo de esculturas que representan a Apolo y las musas, cuyas partes conservadas se encuentran actualmente en el Museo Arqueológico de Estambul.

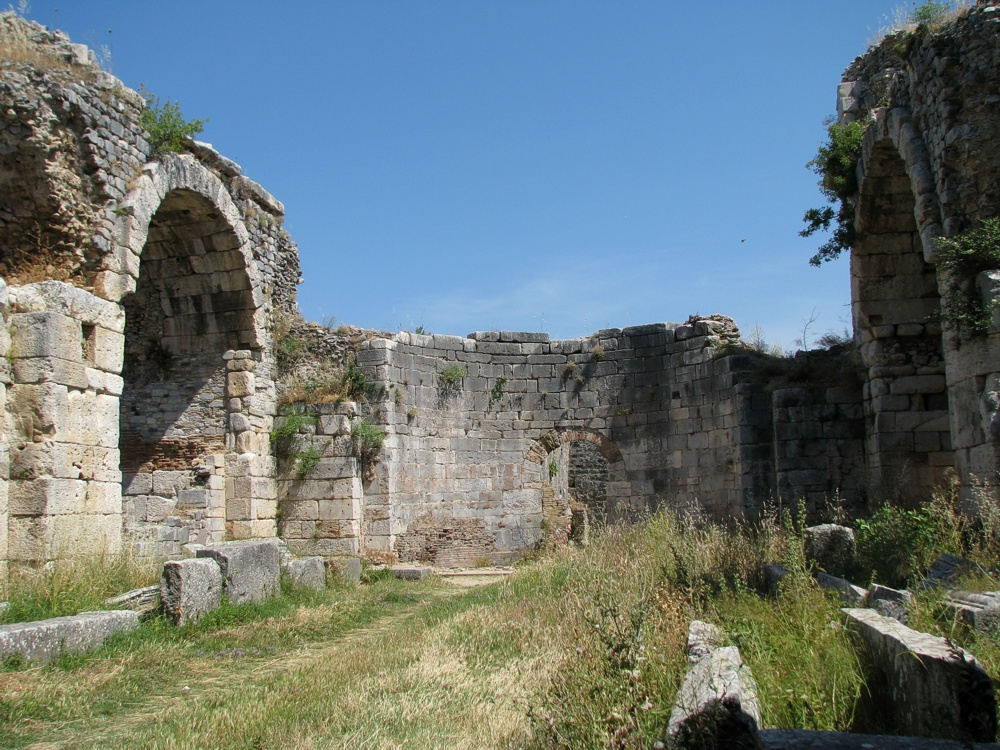
Ruinas de las termas.
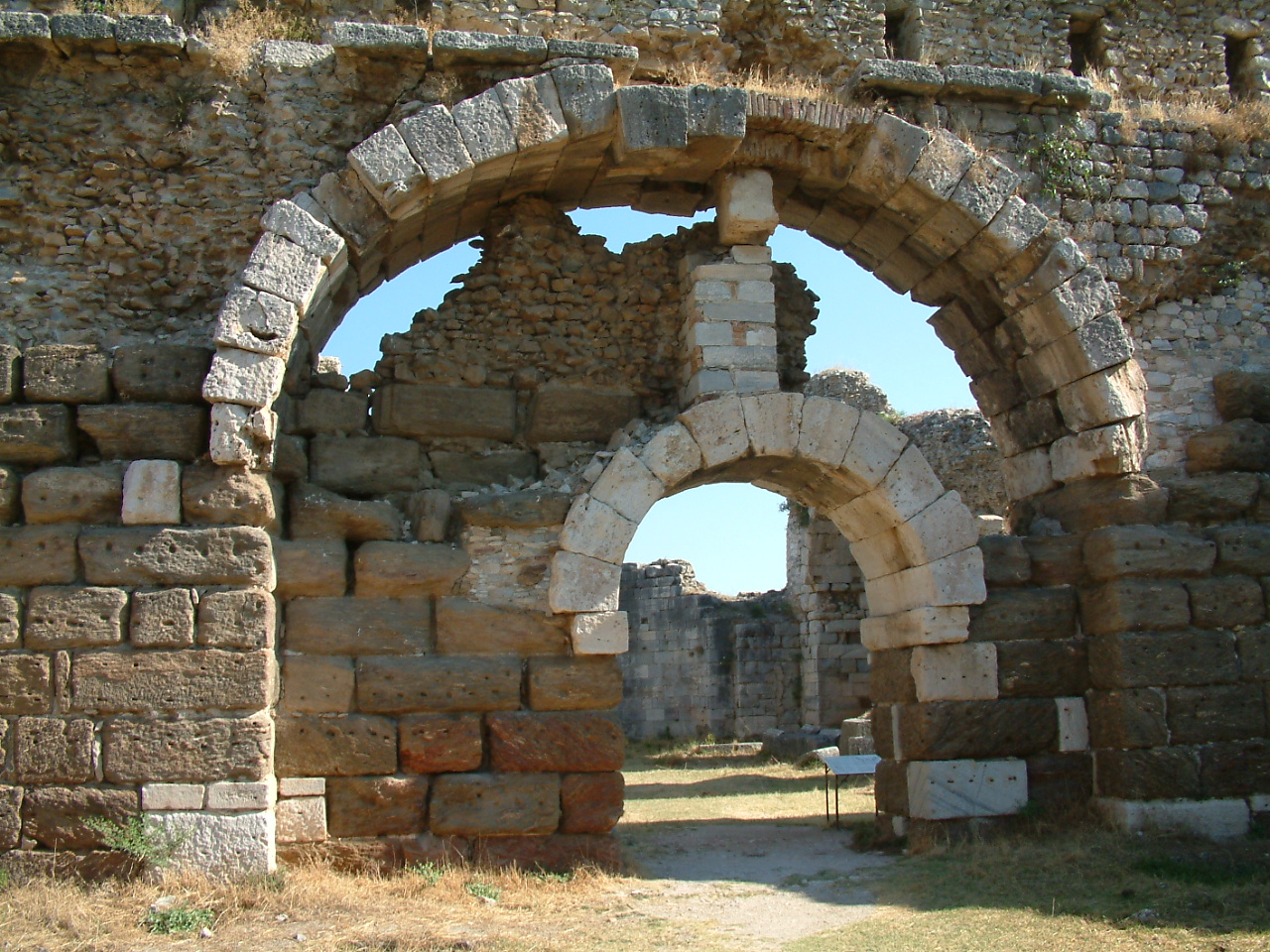
Ruinas de las termas
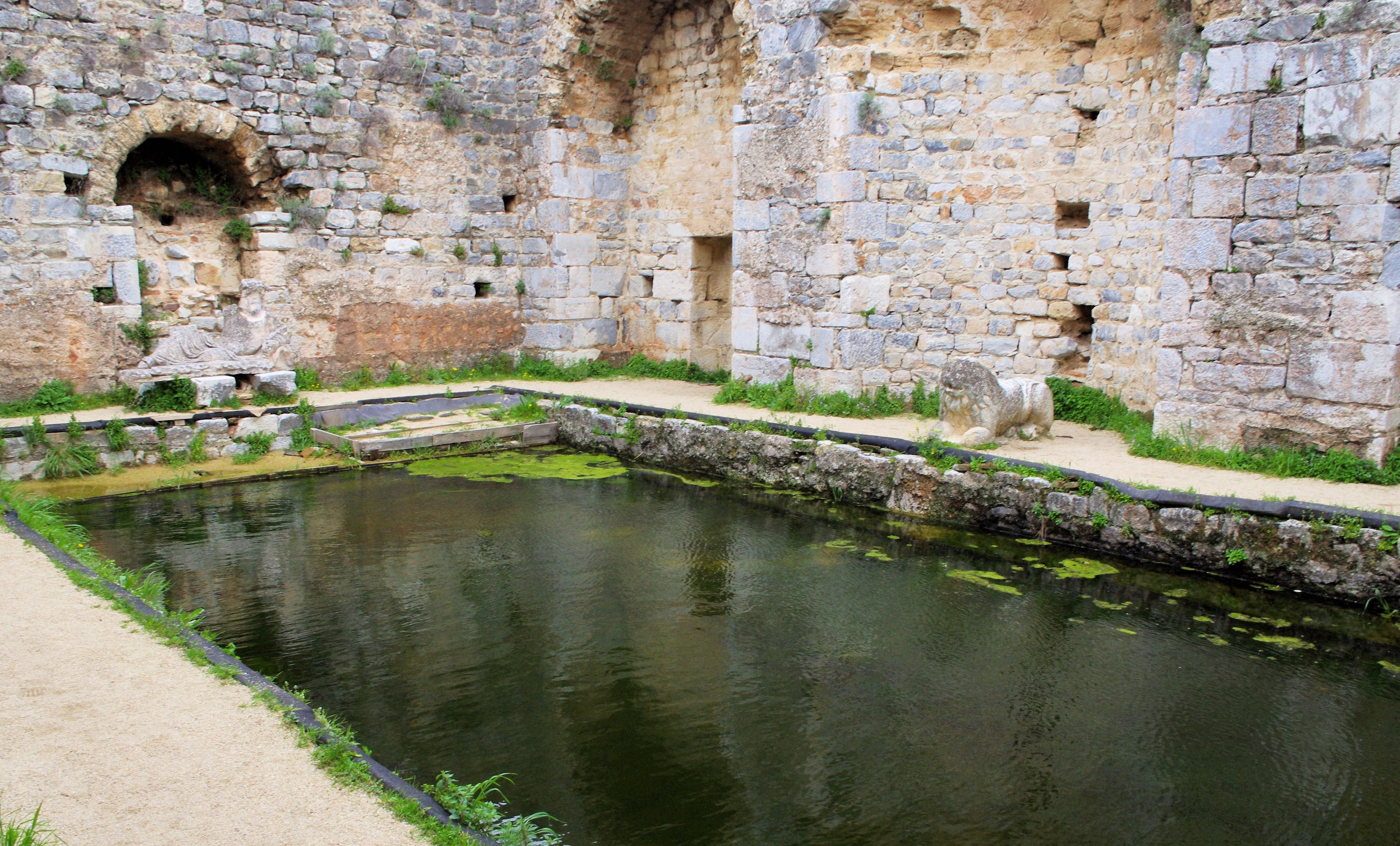
Frigidarium.
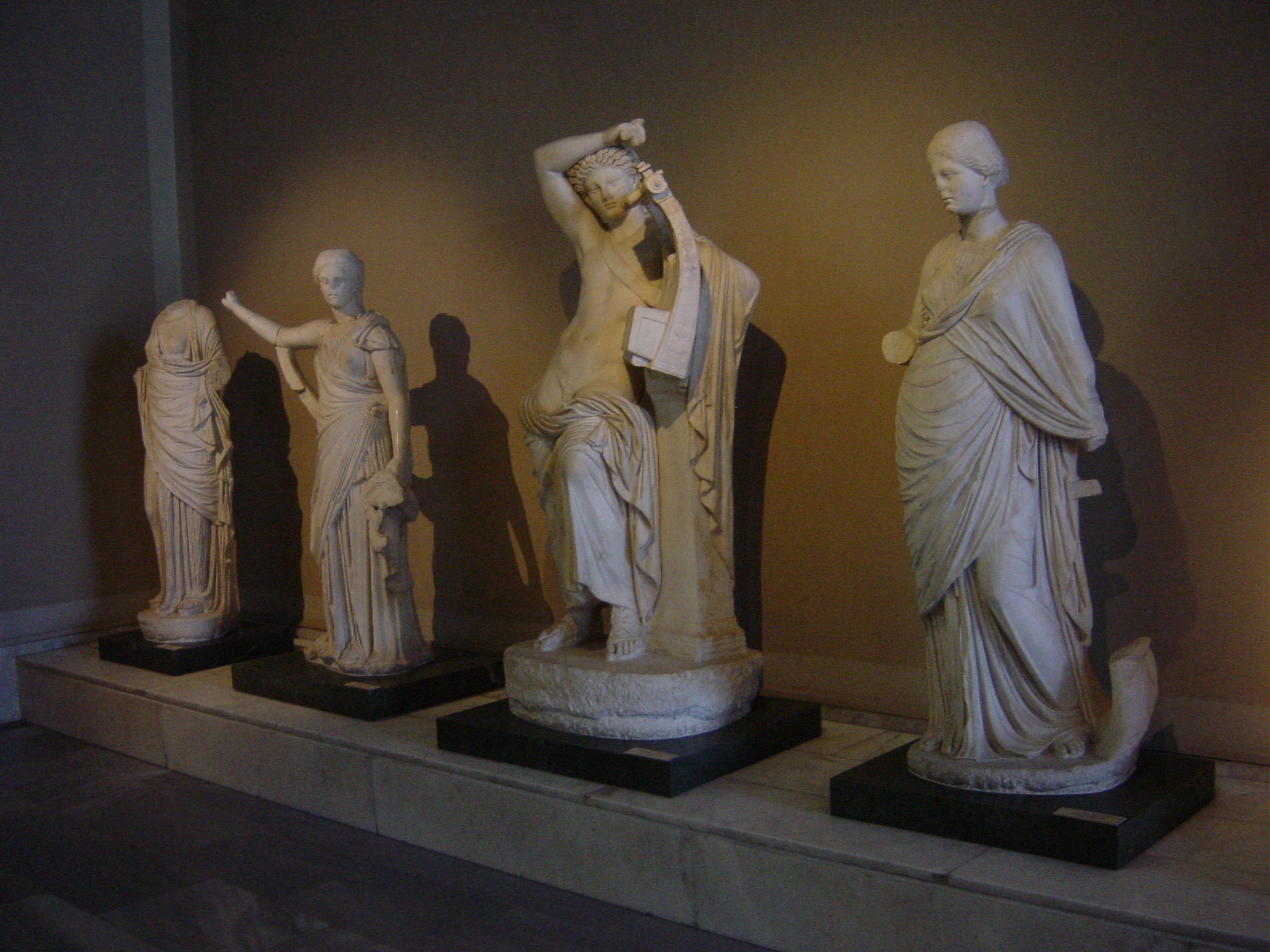
Apolo y las musas. Museo Arqueológico de Estambul.
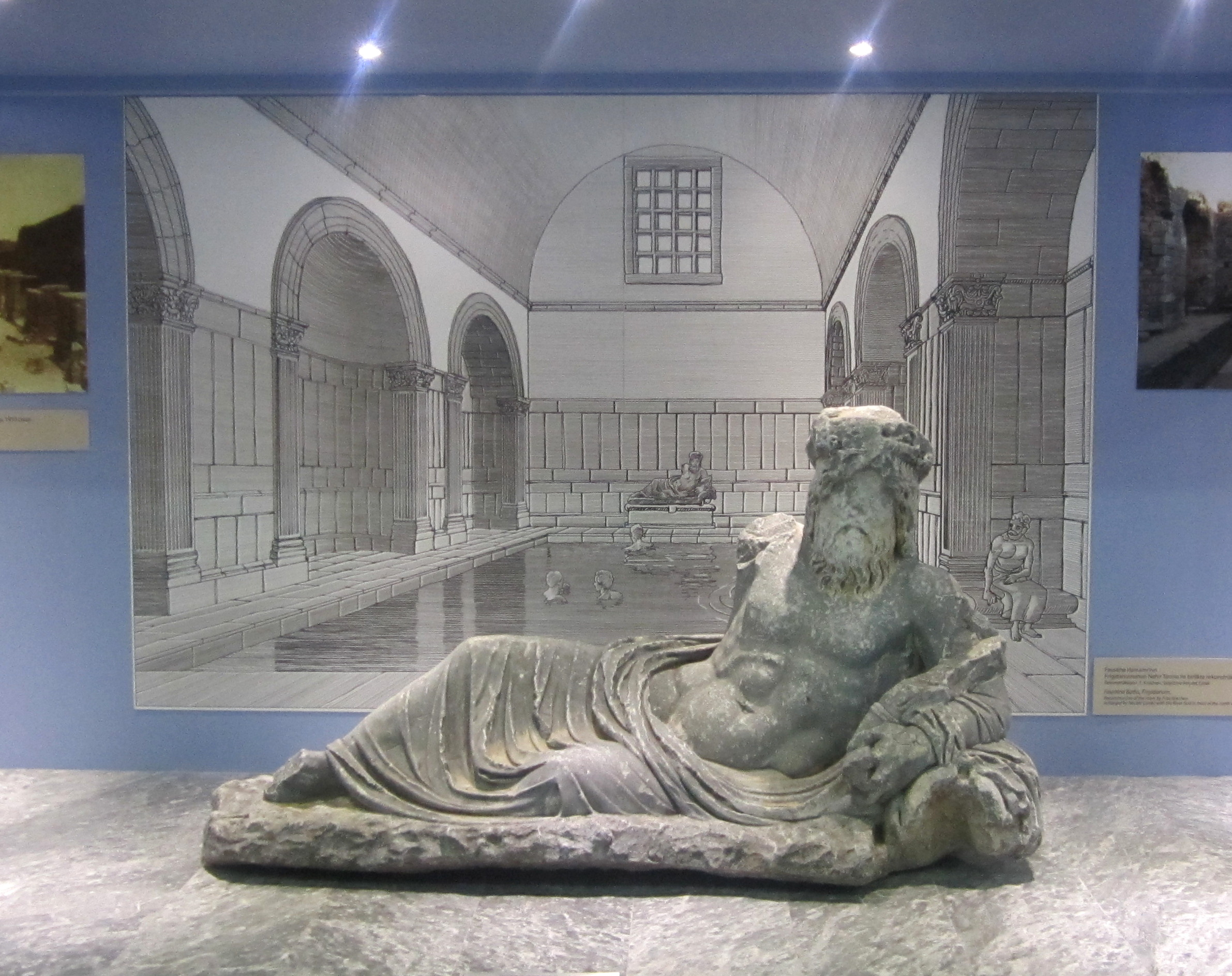
Escultura de las termas. Museo de Mileto.